# Université technique de Crète
L’université technique de Crète (en grec moderne : Πολυτεχνείο Κρήτης) (ou Polytechnique de Crète)  est une université publique qui fut fondée en 1977 à La Canée. Elle est composée d’environ 270 professeurs pour 2 150 étudiants (en 2006).